# 大阪市の公営渡船

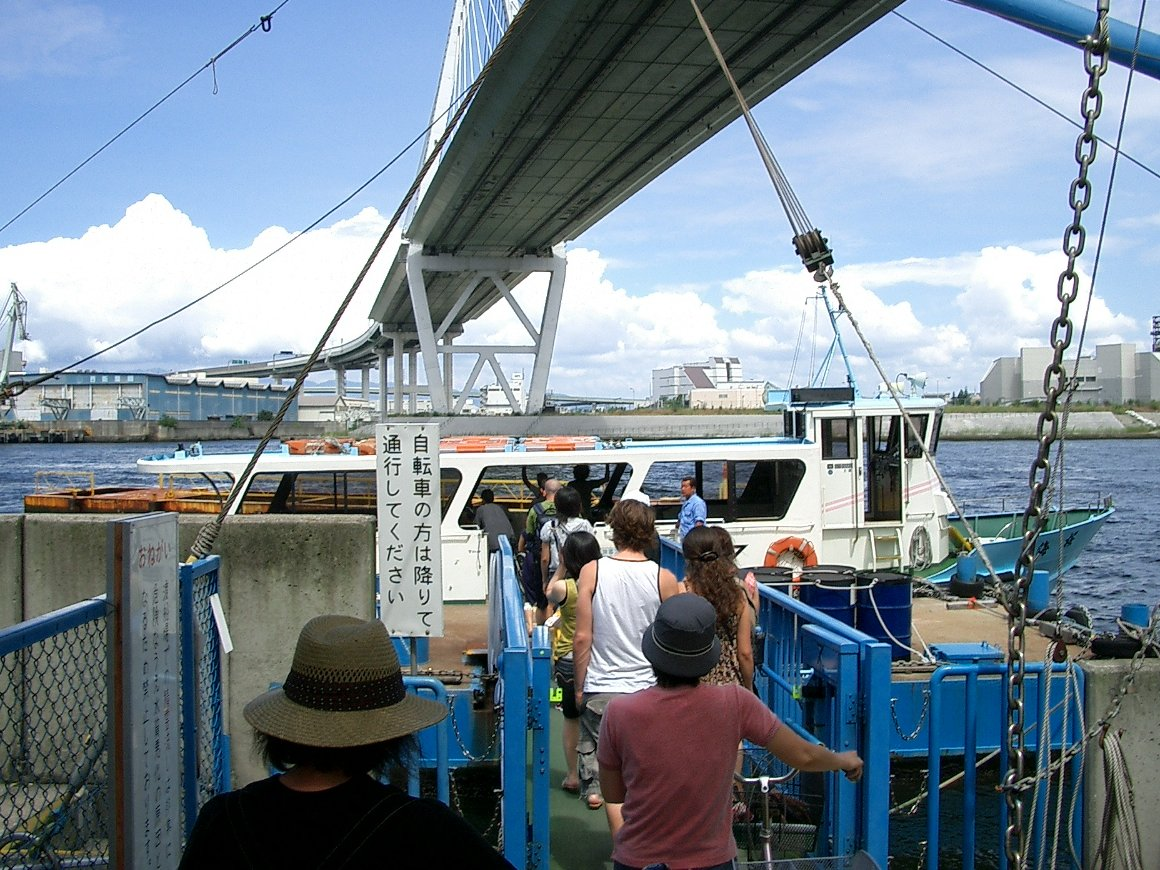
渡船に乗船する人々
天保山渡船場（築港側）にて

大阪市の公営渡船（おおさかしのこうえいとせん）は、大阪市西部で運航されている公営の渡船。現在は8航路あり、主に大阪市建設局西部方面管理事務所河川・渡船事務所により運航されている（木津川渡のみ大阪港湾局）。
この項では、同じく公営の渡船から河底トンネルへ切り替えられた安治川トンネルついても記述する。

## 概要
20世紀初頭まで大阪港が河港だったこともあって、大阪湾と大阪市街を結ぶ安治川、尻無川、木津川、大阪市街と伏見方面を結ぶ大川、淀川などは河川舟運が盛んで、船舶航行の妨げとなる橋の架設が困難であることから、多数の渡船が運航されてきた。
水運の衰退と架橋の進展によって多くの渡船が姿を消したが、大阪港が海港となった現在も安治川、尻無川、木津川（大浪橋より下流）は大阪港の港湾区域であり、臨港地区には水運を必要とする工場などが立地しており、加えて安治川と尻無川の河口付近が戦後に内港化されたこともあって、水面から桁下までの高さを確保して架橋する必要があり、長大で急勾配の橋やループ橋などは歩行者や自転車の日常利用に堪えないため、現在も渡船が残っている。
歩行者および自転車専用で、無償である。運航時間は航路にもよるが、おおむね午前6時台から午後9時台まで。8航路のうち7航路が尻無川と木津川に挟まれた大正区に関係する。
航路により若干、船の大小がある。かつて船体は大型船であれば白と水色のツートン、小型船であれば白とオレンジのツートンだったが、現在では白と水色に集約されてきている。
市民生活のための交通手段であるが、繁華街や観光地では見られない、普段着の大阪に触れることができるスポットとして、観光客に静かな人気を呼んでいる。このため、最近では渡船場への案内看板（船体側面の絵と乗り場を書いた看板）や渡船場の表示看板（船体の正面と水鳥の飛んでいる絵の看板）も作られている。

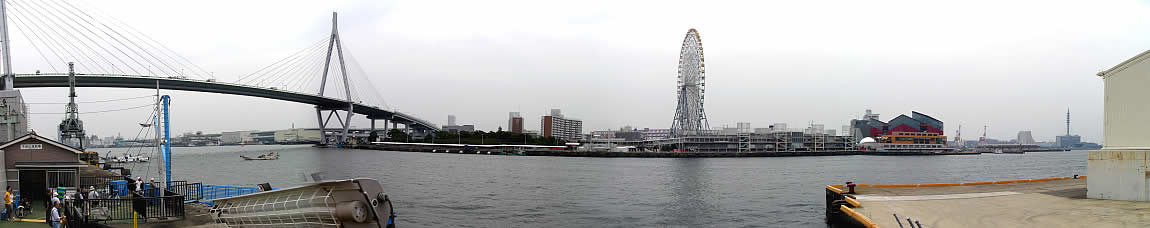
天保山渡船場（桜島側）から築港側を望む。2005年7月16日撮影

## 歴史

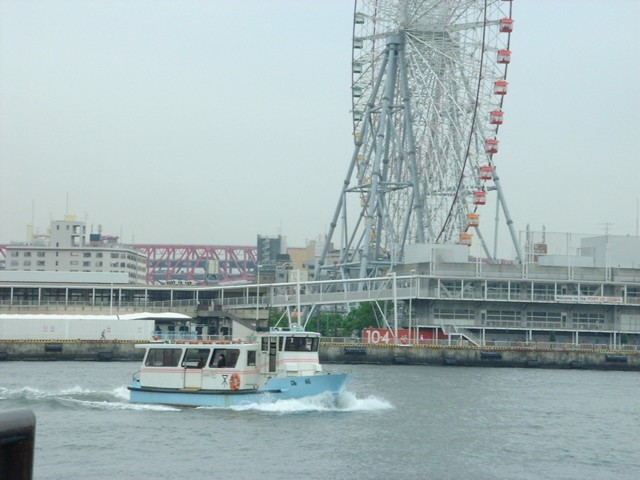
安治川ですれ違う天保山渡船。渡船上から撮影

- 1891年（明治24年） - 大阪府が「渡船営業規則」を定める
- 1907年（明治40年） - 安治川、尻無川および淀川筋の29渡船場が市営事業に
- 1920年（大正9年） - 旧・道路法の施行により無料に
- 1932年（昭和7年） - 請負制を改め、ほとんどが大阪市の直営方式に
- 1935年（昭和10年）頃 - 渡船場31箇所、保有船舶数69隻（機械船32隻、手漕ぎ船37隻）
- 1936年（昭和11年） - 大川の源八渡（北区（現・都島区）中野町 - 北区天満橋筋（現・天満橋）間）廃止（源八橋の開通による）
- 1937年（昭和12年）12月1日 - 桜島発天保山行きの渡船「第三桜島丸」（11.5トン）が悪天候と定員超過が重なり沈没[1]。死者・行方不明者57人。
- 1945年（昭和20年） - 大阪大空襲により船舶も大きな被害を受ける
- 1948年（昭和23年） - 渡船場15箇所で再開
- 1970年（昭和45年） - 淀川の平田渡（旭区豊里町（現・太子橋） - 東淀川区豊里町（現・豊里）間）廃止（豊里大橋の開通による。淀川で最後の渡船であった）
- 1982年（昭和57年） - 安治川の富島渡（西区川口 - 福島区野田間）、木津川の難波島渡（浪速区木津川 - 大正区三軒家東間）廃止
- 1989年（平成元年） - 尻無川の中渡（大正区泉尾 - 港区南市岡間）、安治川の三丁目渡（港区波除 - 此花区西九条間）廃止（現段階で最後の廃止航路）
- 2008年（平成20年）5月1日 - 大阪市の財政難を理由に落合上渡船場を一本松汽船に民間委託運航
- 2017年（平成29年）10月1日 - 落合上渡船場の委託先を大阪観光汽船に変更
- 2018年（平成30年）9月4日 - 台風21号の影響により、全渡船場で欠航。施設の損壊が発生する。応急処置を施し、9月7日～12日にかけて、順次運航を再開。

## 大阪市渡船一覧

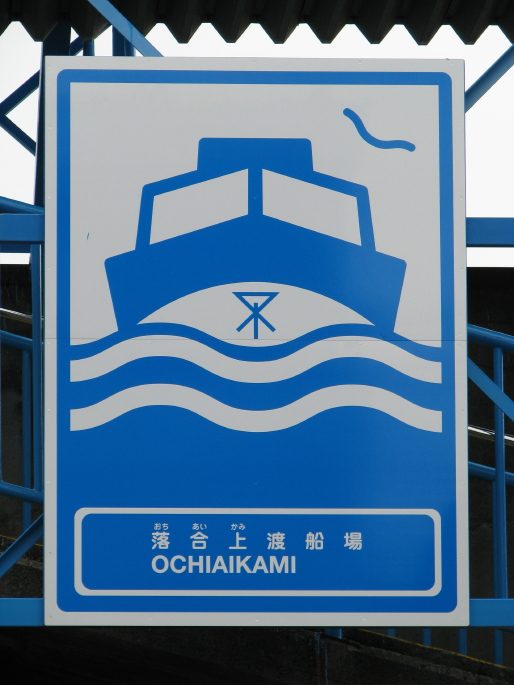
大阪市営渡船の乗り場を示す看板（落合上渡船場）

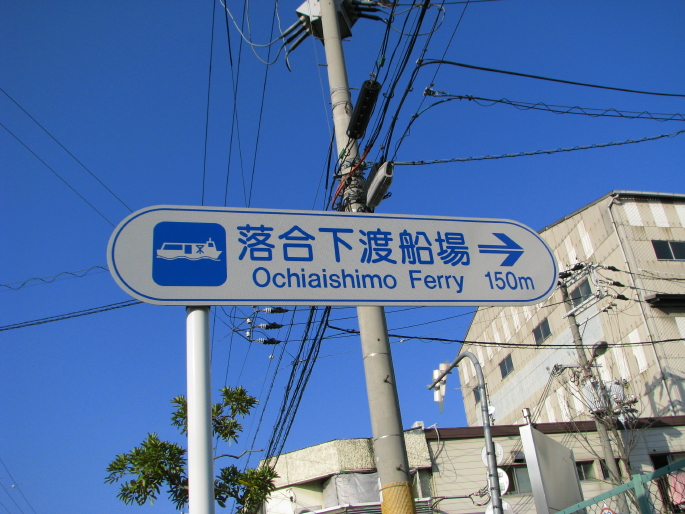
大阪市営渡船の乗り場案内看板（落合下渡船場）

詰所側（太字）の発時刻を基準に運航されている。渡船場によって所要時間は異なるが約1 - 5分で対岸側に到着する。対岸側では乗船次第すぐ詰所側へ向けて出航する。
- 天保山渡船場
築港側：港区築港3丁目2-25[渡船 1]
桜島側：此花区桜島3丁目10−34[渡船 2]
渡河：安治川
就航する船舶：「桜」、「海桜」
並行する橋梁：天保山大橋 - ただし自動車専用道路（阪神高速5号湾岸線）
海遊館とユニバーサル・スタジオ・ジャパン（USJ）を結ぶシャトル船の「キャプテンライン」に対して、天保山岸壁と桜島岸壁のそれぞれ上流側を結ぶ天保山渡は両観光地から離れてしまうが、無償であることもあって観光客やUSJの外国人スタッフの乗船も目立つ。

- 甚兵衛渡船場
泉尾側：大正区泉尾7丁目13-32[渡船 3]
福崎側：港区福崎1丁目3-50[渡船 4]
渡河：尻無川
就航する船舶：「すずかぜ」、「きよかぜ」
並行する橋梁：なし
甚兵衛渡船場では船の係留が行われており、天保山渡船場など2隻在籍するうちの1隻が係留されている。甚兵衛渡船場は小型船で運航されており、天保山所属の「桜」、「海桜」では運航されない。
周辺に高等学校があるため、通学での利用が多い。以前は尻無川上流側に中渡船場があったが国道43号尻無川橋に歩道橋が併設されているため廃止された。また、現在運航している渡船の中で、最も利用客の多い渡船であり、朝の通学時間帯には船が2隻体制となり、利用客を降ろした後一時停泊することなく運航するなど運行本数が多い。

- 千歳渡船場
北恩加島側：大正区北恩加島2丁目5−25[渡船 5]
鶴町側：大正区鶴町4丁目1-69[渡船 6]
渡河：大正内港（旧・千歳運河）
就航する船舶：「はまかぜ」（2016年新造船）
並行する橋梁：千歳橋 - 歩道あり
2003年に架橋された現：千歳橋は桁下高28mと歩行者や自転車の日常利用に堪えないため航路が残されている。
旧・千歳運河に旧・千歳橋が架橋されていたが、戦後の大阪港修築事業により付近一帯が大正内港となって架橋が困難となったため、1964年に新設された航路である（富山新港の富山県営渡船のケースと似ている。富山地方鉄道射水線も参照）。

- 落合上渡船場
千島側：大正区千島1丁目29-41[渡船 7]
北津守側：西成区北津守4丁目15-1[渡船 8]
渡河：木津川
就航する船舶：「北斗」、「福崎丸」
並行する橋梁：なし

- 落合下渡船場
平尾側：大正区平尾1丁目1-26[渡船 9]
津守側：西成区津守2丁目8-21[渡船 10]
渡河：木津川
就航する船舶：「さざなみ」、「みどり丸」
並行する橋梁：なし

- 千本松渡船場
南恩加島側：大正区南恩加島1丁目11-1[渡船 11]
南津守側：西成区南津守2丁目4-88[渡船 12]
渡河：木津川
就航する船舶：「はるかぜ」、「ちづる」
並行する橋梁：千本松大橋 - 歩道あり
1973年に架橋された千本松大橋は桁下高33mと歩行者や自転車の日常利用に堪えないため航路が残されている。

- 船町渡船場
鶴町側：大正区鶴町1丁目16-61[渡船 13]
船町側：大正区船町1丁目3-117[渡船 14]
渡河：木津川運河
就航する船舶：「ふなづる」、「しおかぜ」
並行する橋梁：なし
距離が短いため、他の渡船がS字に航行し対岸に向うのに対しU字に航行する。そのため、乗客は左舷から乗り込み左舷から降りることになる。

- 木津川渡船場
船町側：大正区船町1丁目1-4[渡船 15]
平林北側：住之江区平林北1丁目1[渡船 16]
渡河：木津川
就航する船舶：「松丸」、「第二松丸」
並行する橋梁：新木津川大橋 - 歩道あり
1994年に架橋された新木津川大橋は桁下高46mと歩行者や自転車の日常利用に堪えないため航路が残されている。
唯一の大阪港湾局管理の渡船である。1955年12月からカーフェリー（「松丸」134トン）が運航していた。乗用車から大型トラックまで運搬し得る能力を持っていたが、上流部に千本松大橋が開通した1973年の翌年からカーフェリーは廃止された。

1. ↑  北緯34度39分30.7秒 東経135度25分59.2秒 / 北緯34.658528度 東経135.433111度
2. ↑  北緯34度39分34.6秒 東経135度25分44.8秒 / 北緯34.659611度 東経135.429111度
3. ↑  北緯34度39分23.2秒 東経135度27分46.0秒 / 北緯34.656444度 東経135.462778度
4. ↑  北緯34度39分25.7秒 東経135度27分43.4秒 / 北緯34.657139度 東経135.462056度
5. ↑  北緯34度38分52.6秒 東経135度27分33.9秒 / 北緯34.647944度 東経135.459417度
6. ↑  北緯34度38分41.0秒 東経135度27分29.4秒 / 北緯34.644722度 東経135.458167度
7. ↑  北緯34度38分59.1秒 東経135度28分41.8秒 / 北緯34.649750度 東経135.478278度
8. ↑  北緯34度38分59.1秒 東経135度28分46.0秒 / 北緯34.649750度 東経135.479444度
9. ↑  北緯34度38分37.0秒 東経135度28分42.0秒 / 北緯34.643611度 東経135.478333度
10. ↑  北緯34度38分36.1秒 東経135度28分47.4秒 / 北緯34.643361度 東経135.479833度
11. ↑  北緯34度37分59.1秒 東経135度28分30.1秒 / 北緯34.633083度 東経135.475028度
12. ↑  北緯34度37分54.2秒 東経135度28分37.1秒 / 北緯34.631722度 東経135.476972度
13. ↑  北緯34度38分01.3秒 東経135度27分28.7秒 / 北緯34.633694度 東経135.457972度
14. ↑  北緯34度37分57.6秒 東経135度27分28.8秒 / 北緯34.632667度 東経135.458000度
15. ↑  北緯34度37分38.4秒 東経135度27分45.6秒 / 北緯34.627333度 東経135.462667度
16. ↑  北緯34度37分27.1秒 東経135度27分41.6秒 / 北緯34.624194度 東経135.461556度

## ギャラリー（各渡船場の光景）

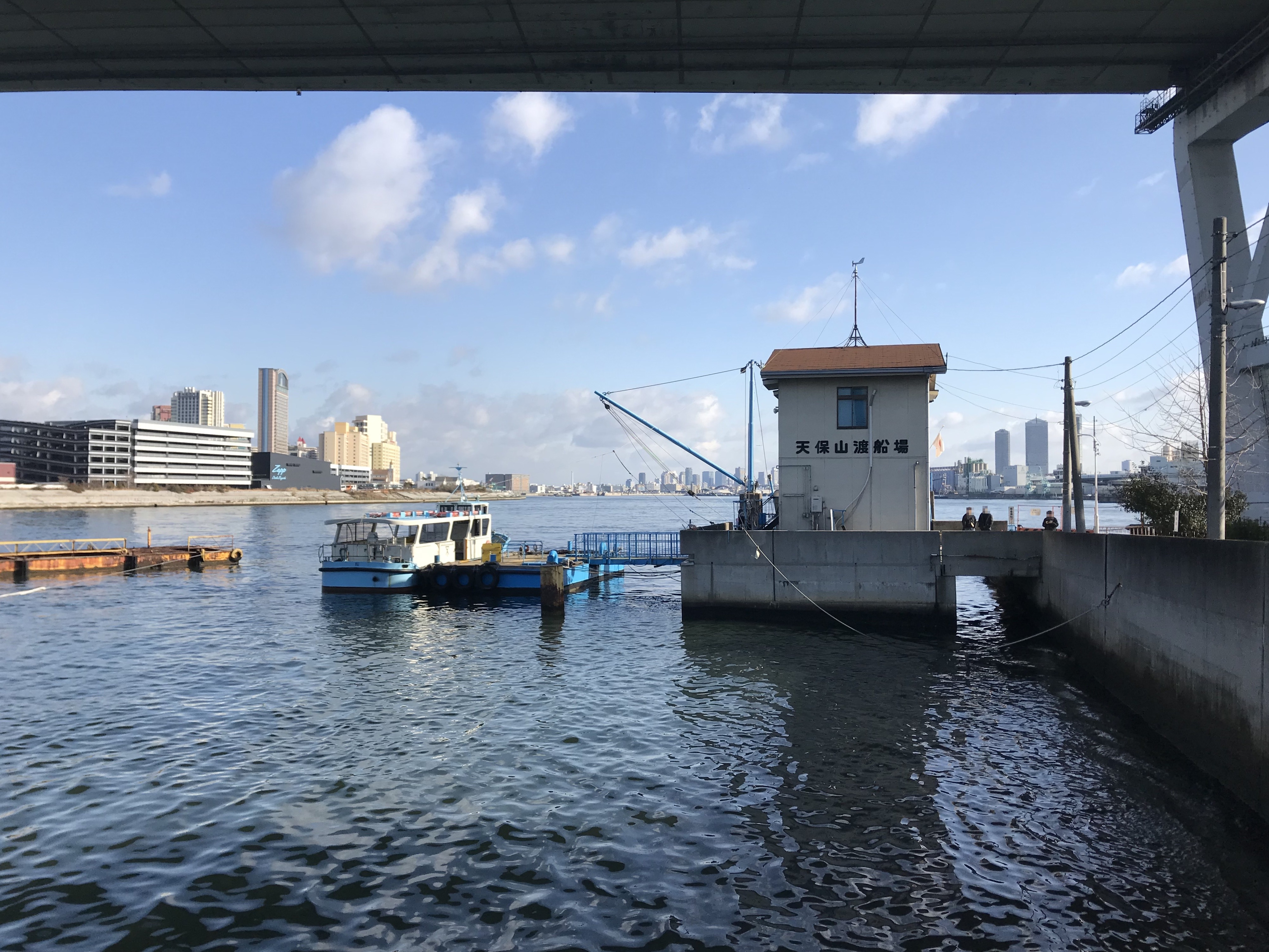
天保山渡船場（築港側） （2019年2月1日撮影）
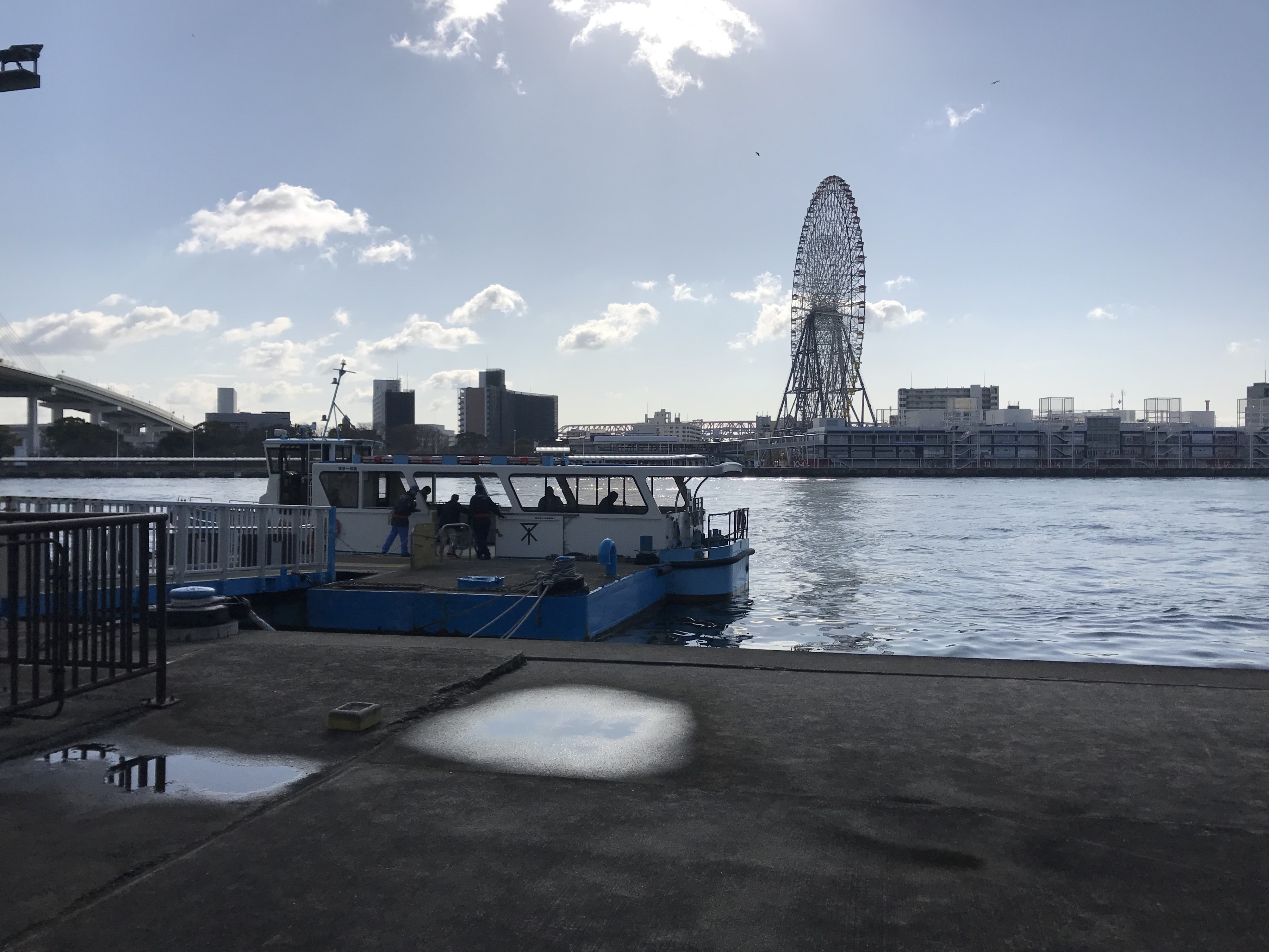
天保山渡船場（桜島側） （2019年2月1日撮影）
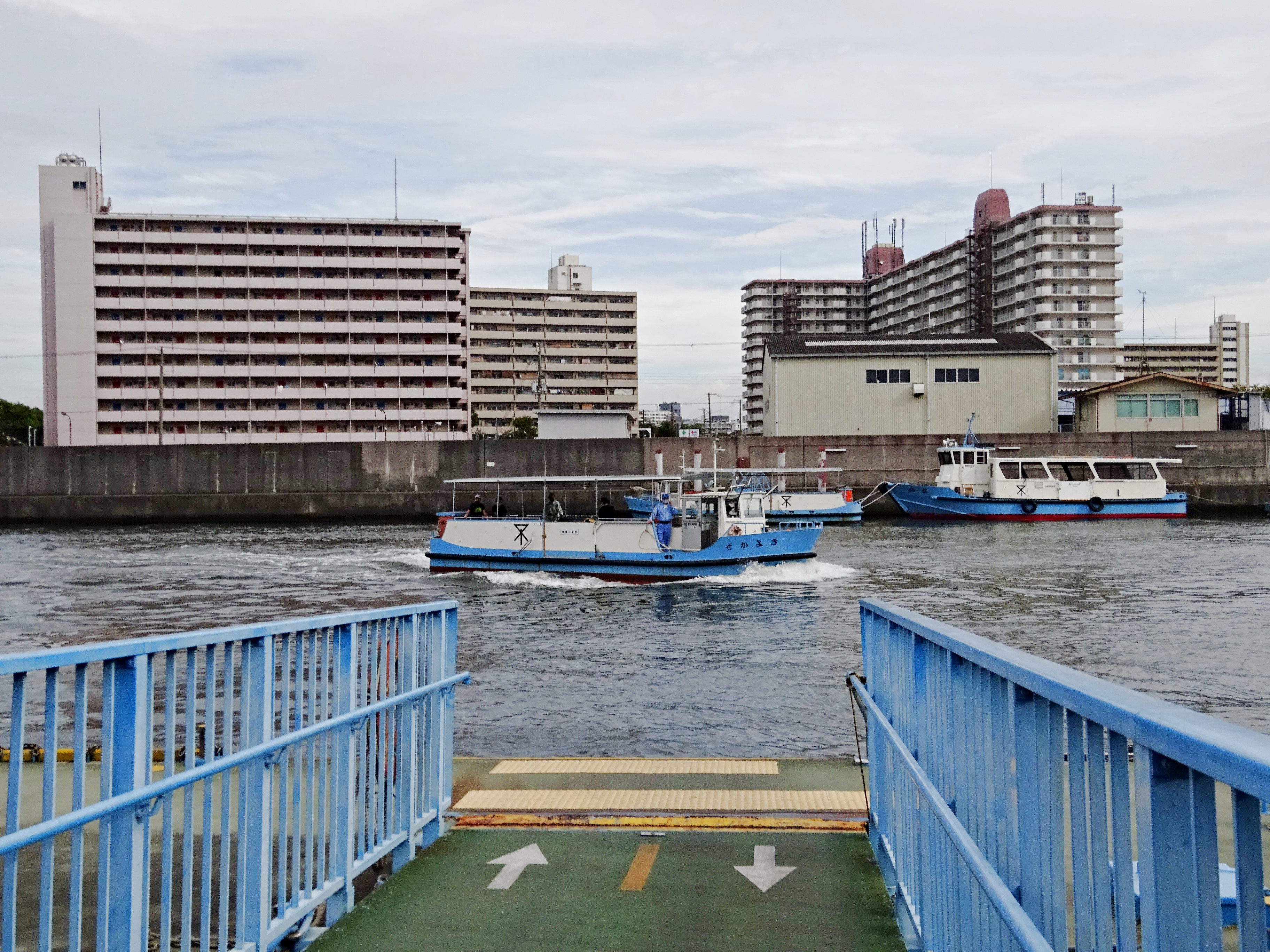
甚兵衛渡船場（福崎側） （2021年10月撮影）
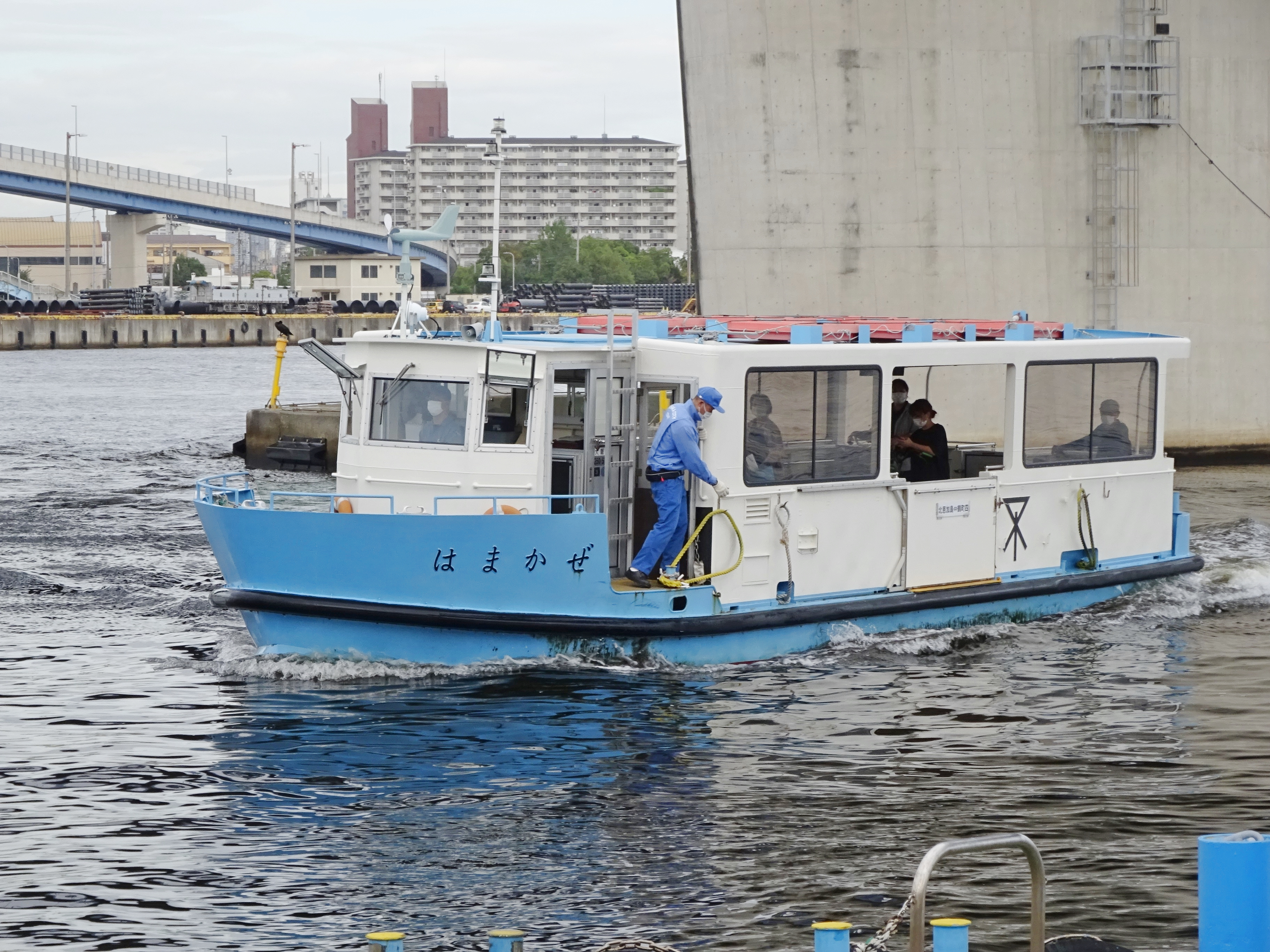
千歳渡船場（鶴町側） （2021年10月撮影）
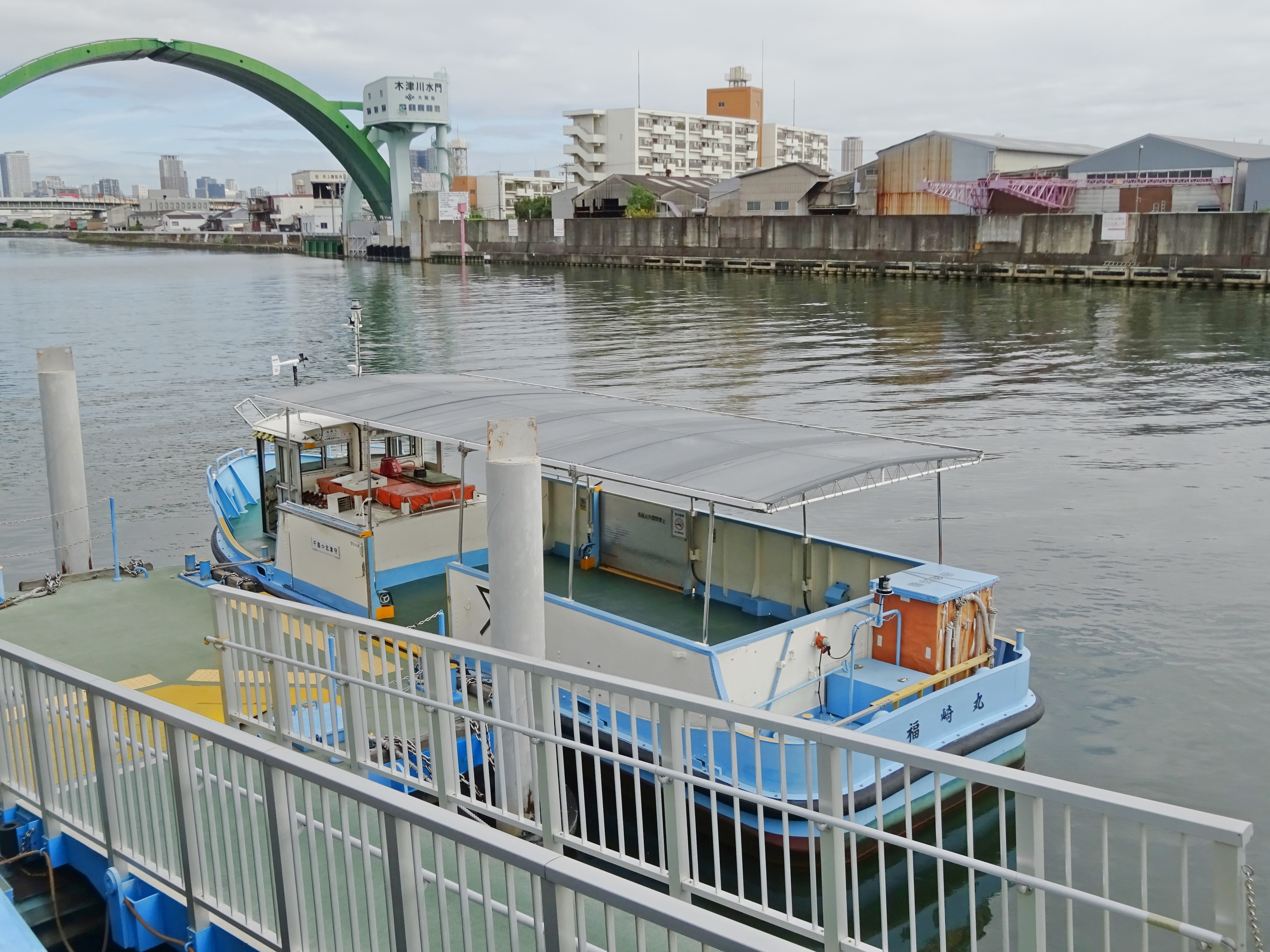
落合上渡船場（千島側） （2021年10月撮影）
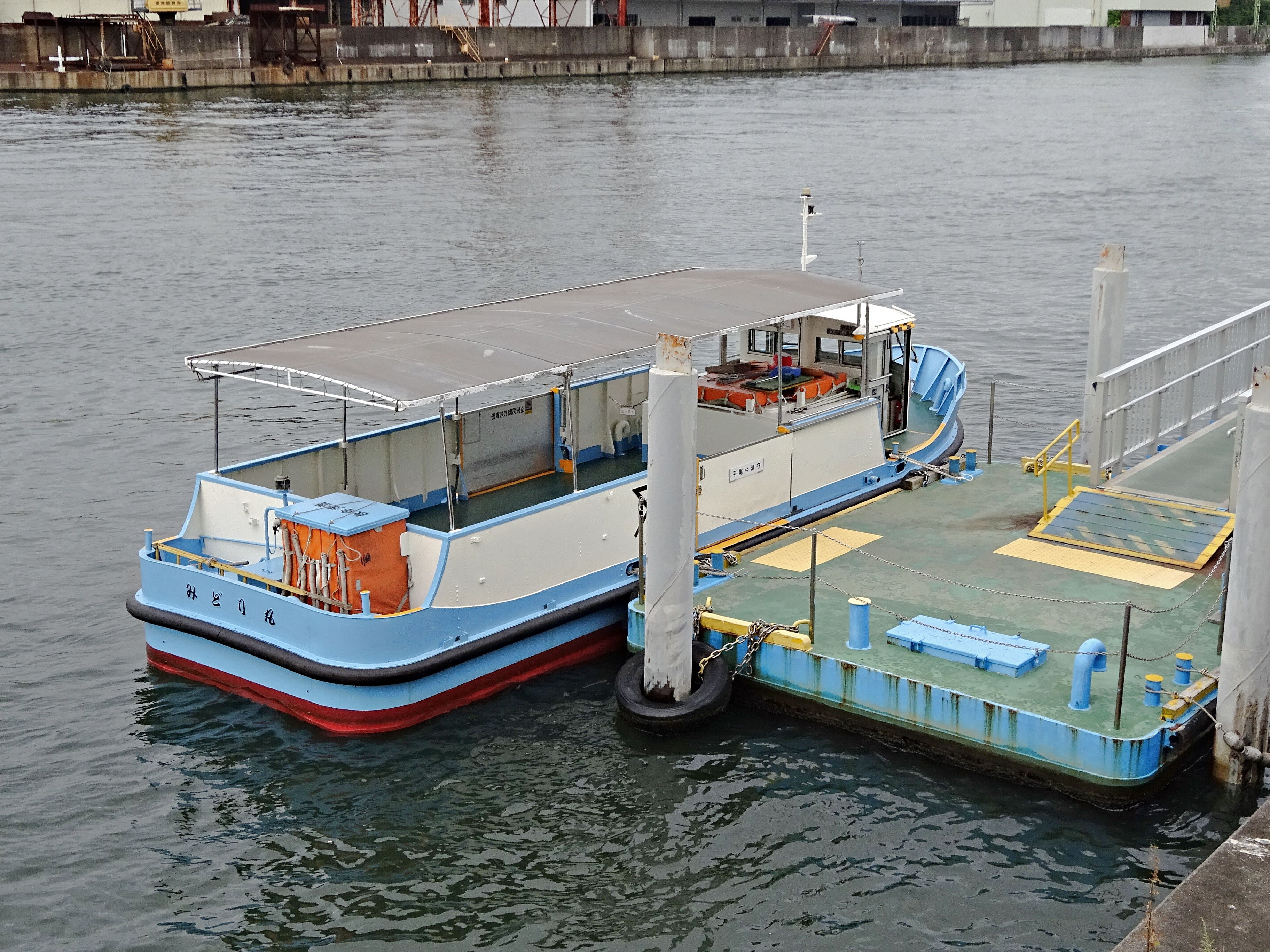
落合下渡船（平尾側） （2021年10月撮影）
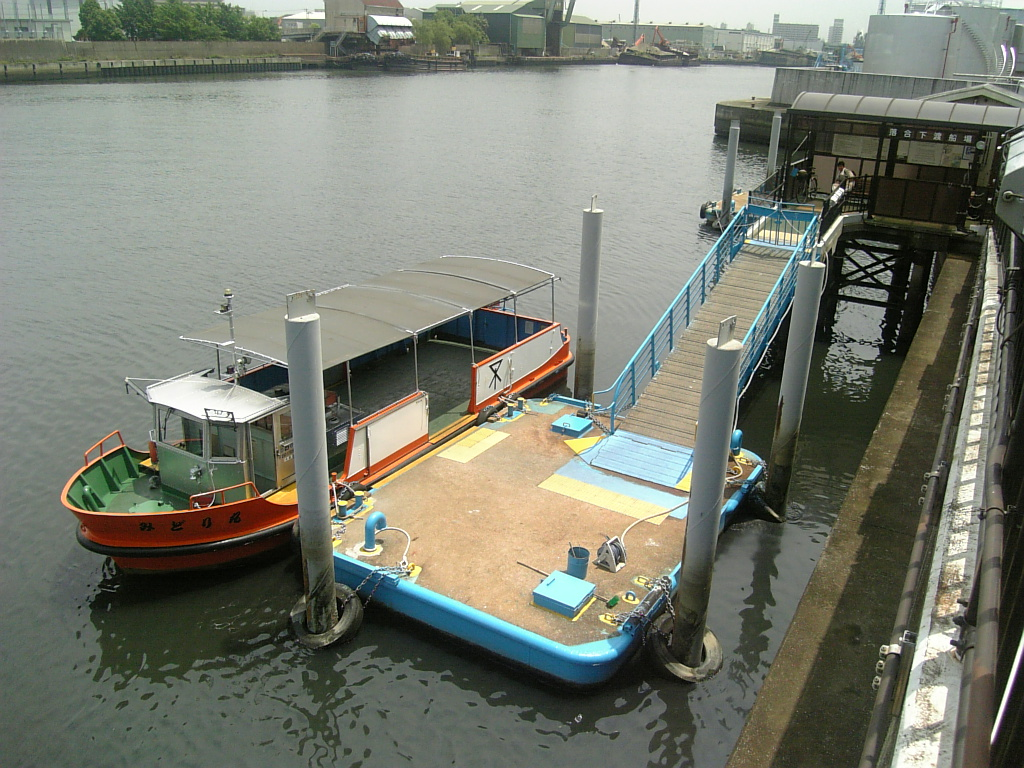
落合下渡船（平尾側） （当時は白と赤のツートンカラー） （2006年6月24日撮影）
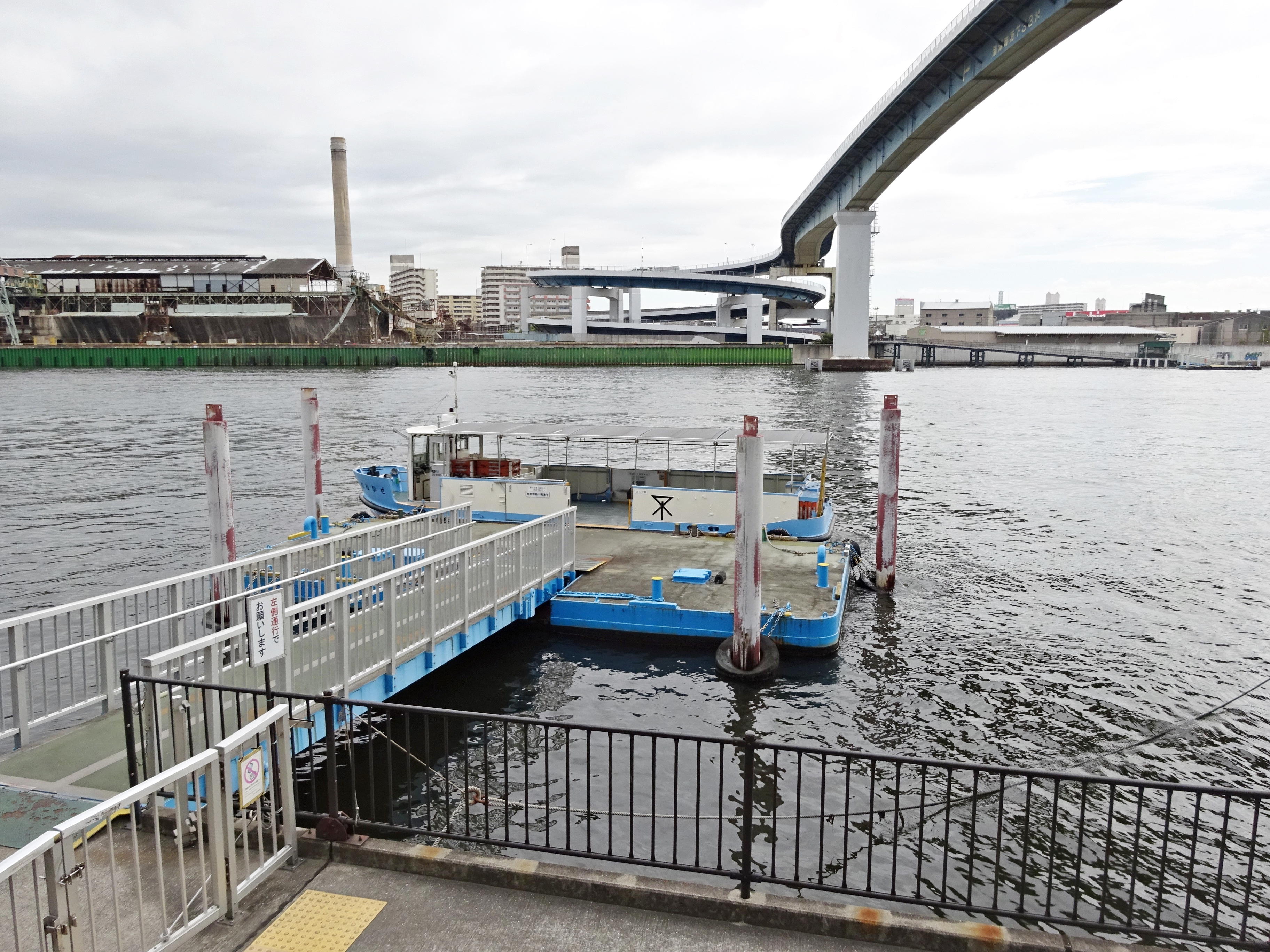
千本松渡船場（南恩加島側） （2021年10月撮影）
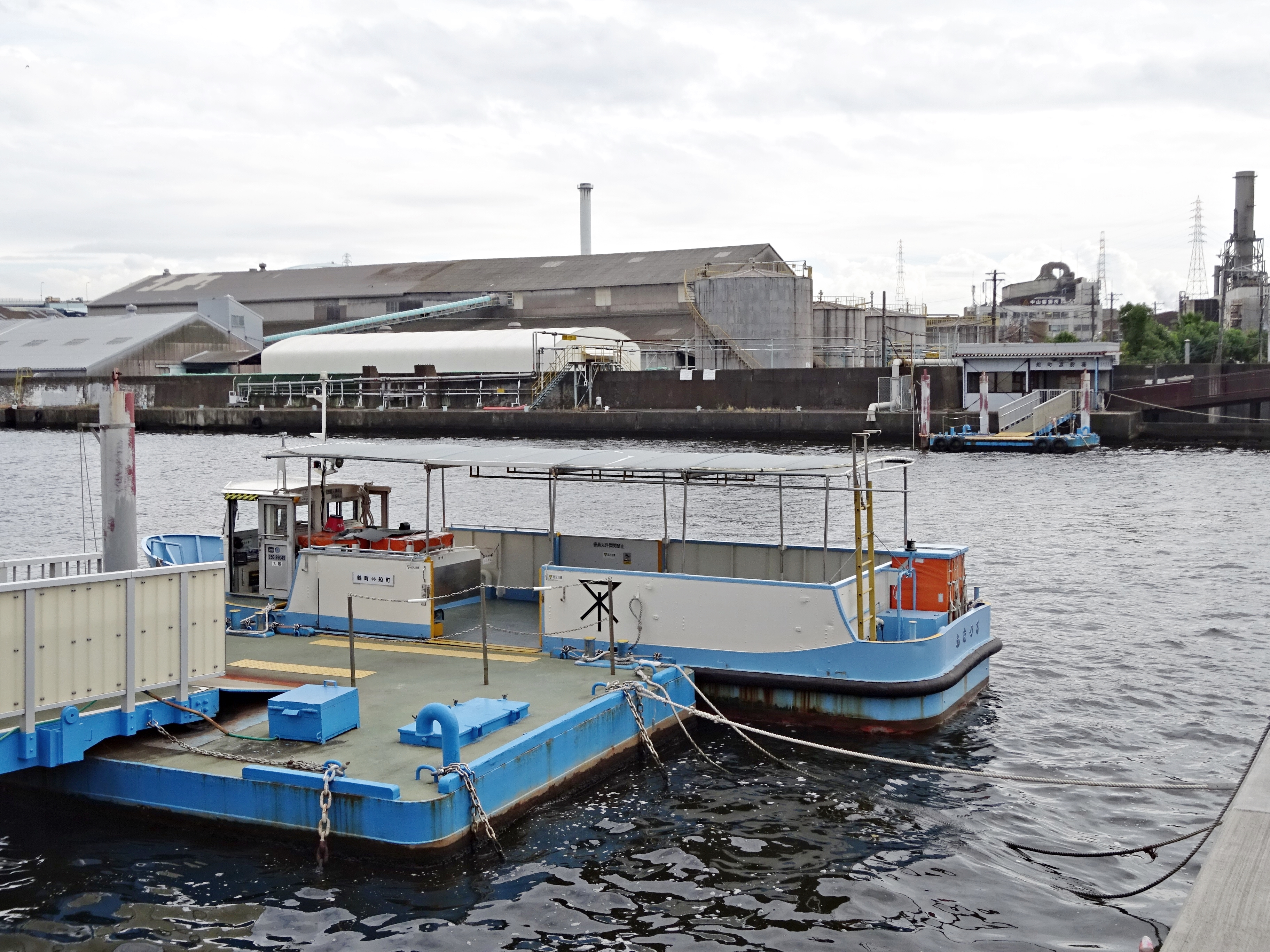
船町渡船場（鶴町側） （2021年10月撮影）
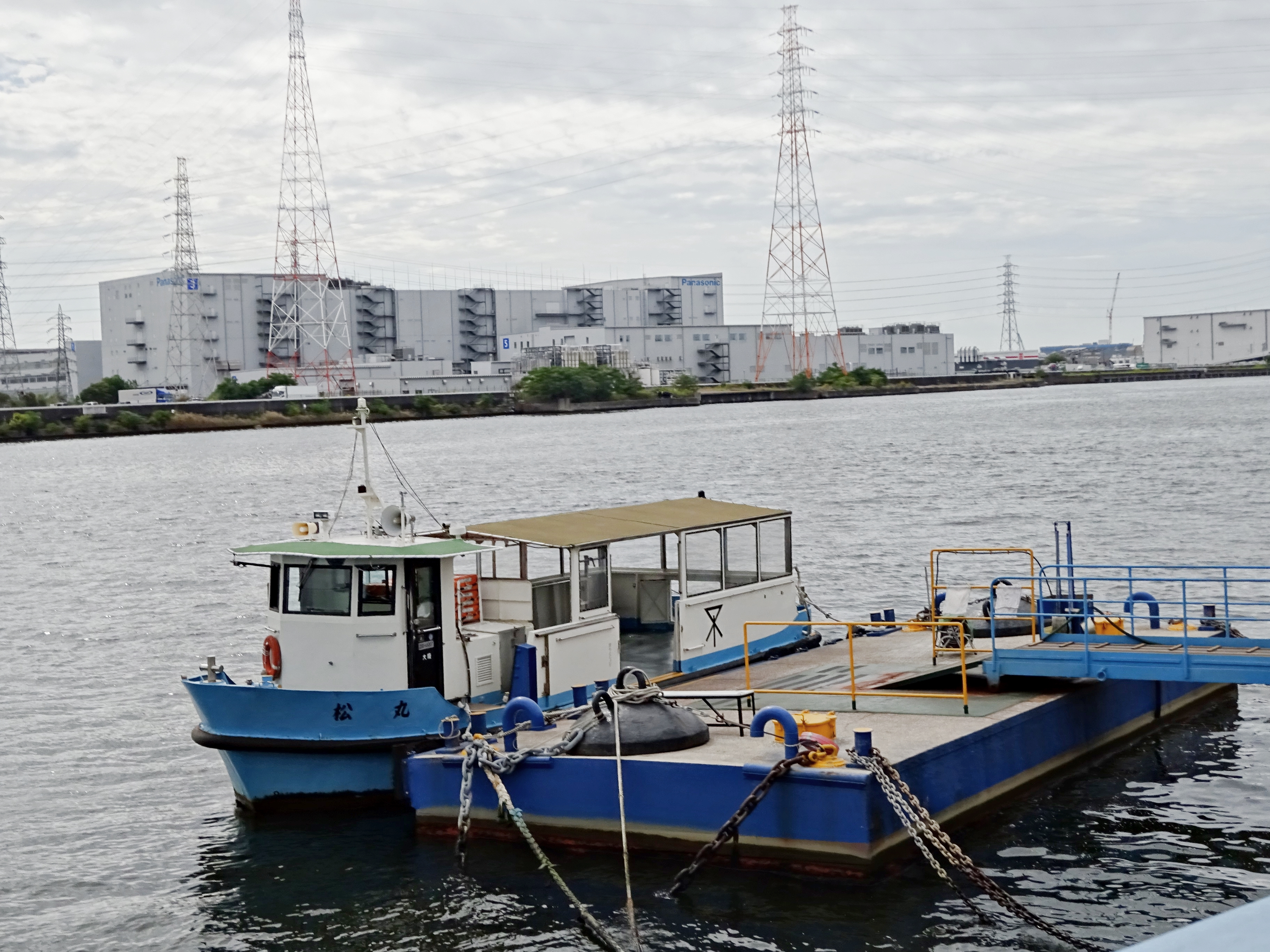
木津川渡船場（船町側） （2021年10月撮影）

## 安治川トンネル
- 位置参照　北緯34度40分45.46秒 東経135度28分3.44秒 / 北緯34.6792944度 東経135.4676222度

大阪市西区安治川と此花区西九条を結ぶ安治川トンネル（安治川隧道）は、安治川の源兵衛渡跡に位置する河底トンネルで、日本初の沈埋トンネルでもある。2006年（平成18年）には土木学会選奨土木遺産に選ばれた。
河川舟運が集中する安治川には多数の渡船航路があった。大正後期に内航客船の発着が富島（川口）から天保山桟橋へ変更されたが、それ以外の船舶はその後も頻繁に安治川を航行しており、これに直交する各安治川渡船の運航は困難を極めた。明治初期に一度架橋されたことがある可動橋の再架橋案も出たが、明治十八年の淀川洪水以降安治川への架橋には根強い反対があり却下されている。
このため昭和初期に、全国でも類を見ない河底トンネルが計画された。安治川渡船のなかで特に利用の多かった源兵衛渡の地点が選ばれ、1935年（昭和10年）12月8日に着工。戦時中供出された鉄材を受けてまで工事は進められ、1944年（昭和19年）9月15日に竣工した。約14m下にある川面下の通路まで、両岸のエレベーターや階段で降りる方式。かつては人用の他に車両用エレベーターもあった（排ガス問題などにより1977年に閉鎖され、ゴンドラの入口が封鎖された状態で残されている。車両用エレベーターを閉鎖した後にスロープ型のトンネルに改造する計画があったものの、地元住民の了解が得られず頓挫したという説もある）が、安治川への架橋が進んだ現在では、歩行者および自転車用のみが両岸1台ずつ運行されている。
歩行者および自転車用の通路は幅約2m、長さ約80mとなっている。渡船と同じく無償で、朝夕のラッシュ時には1時間あたり約250人の利用者があるといわれている。なお、エレベーター運行は午前6時から午前0時までであるが、階段は24時間開放されているので、階段を昇降可能な歩行者ならいつでも通行できる。階段にスロープはない。
以前は防犯面などを考慮して両岸のエレベーターには運転者がついていたが、大阪市の財政難のためエレベーターを無人化にする代わりに防犯カメラが増設された。現在トンネル内の警備は民間の警備会社に委託されており、朝夕のみエレベーター内に操作係を兼ねた警備員が立っている（日中のエレベーター内は無人、トンネル内を警備員1人が巡回）。
両岸にはエレベーターのための塔がそれぞれ立っており、上流側に隣接する阪神なんば線（西九条駅 - 九条駅間）の安治川橋梁や、下流側に位置する大阪環状線（西九条駅 - 弁天町駅間）の安治川橋梁からもよく見える。
安治川トンネルへのアクセスは、大阪環状線・JRゆめ咲線・阪神なんば線の西九条駅から南へ300m。阪神なんば線・Osaka Metro中央線の九条駅から北へ700m。

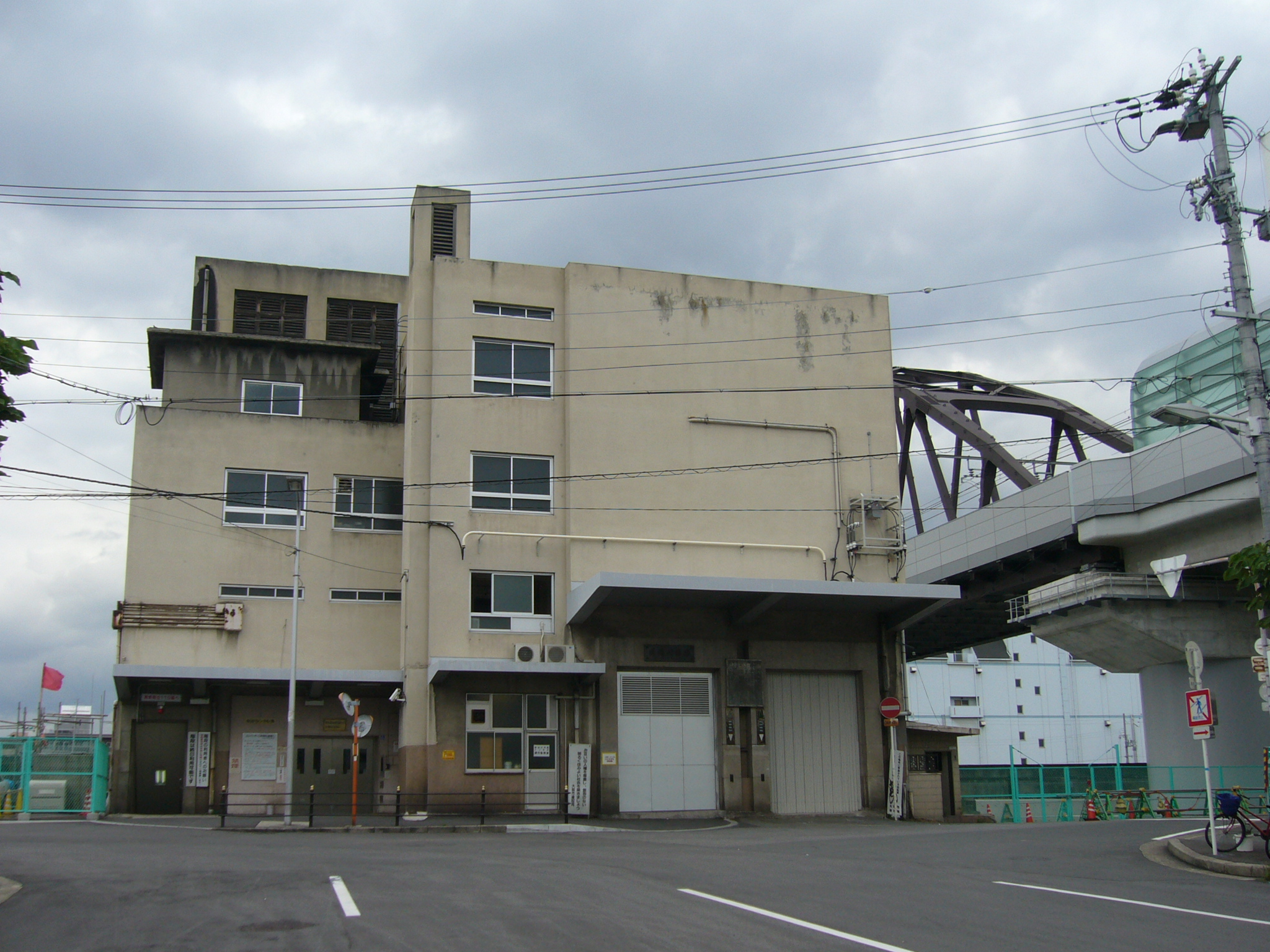
安治川トンネルエレベーター塔の建物（南側）。右端の高架橋は阪神なんば線安治川橋梁。2009年7月撮影
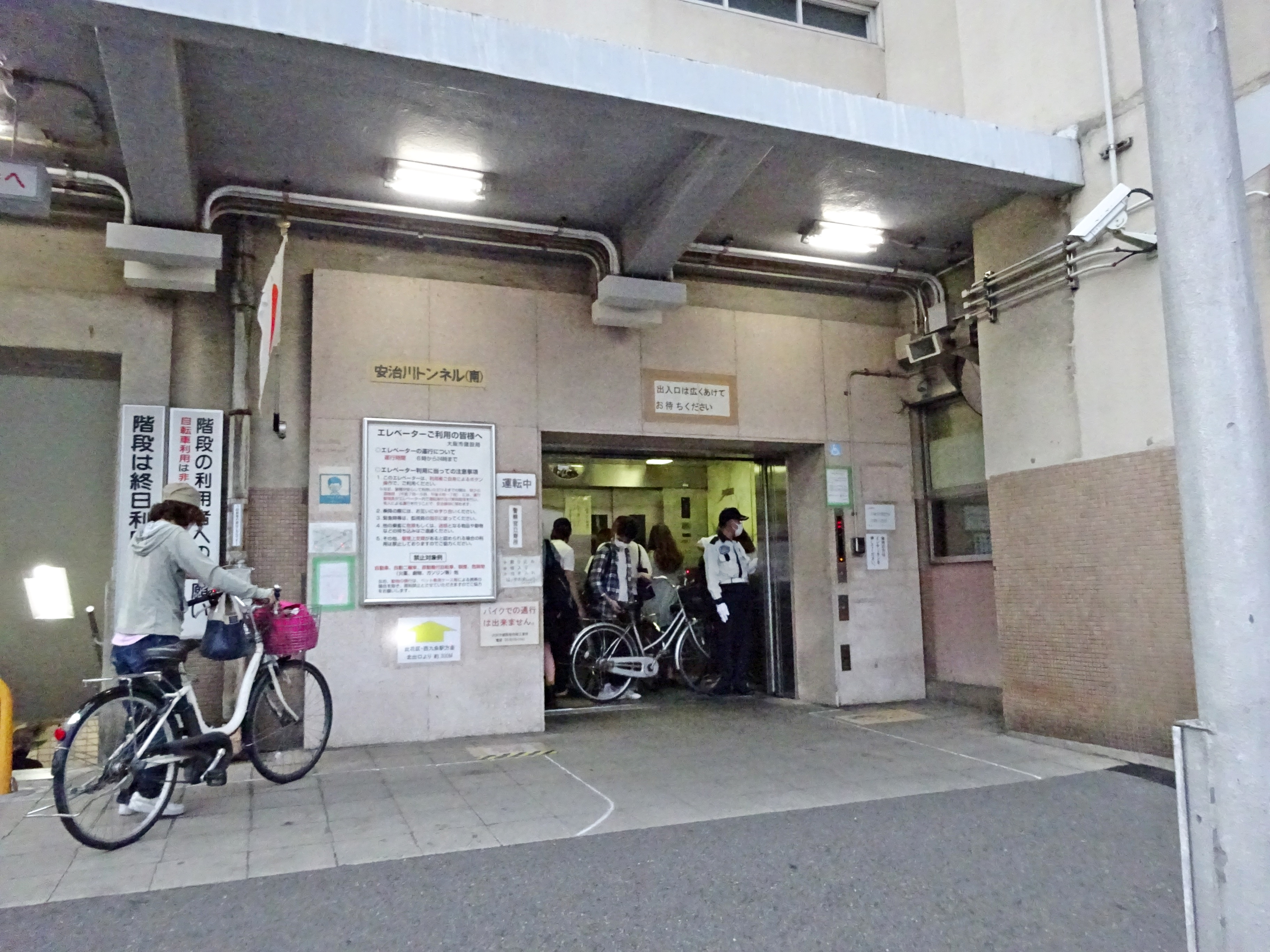
トンネル入り口の「様子（南口）2021年10月撮影
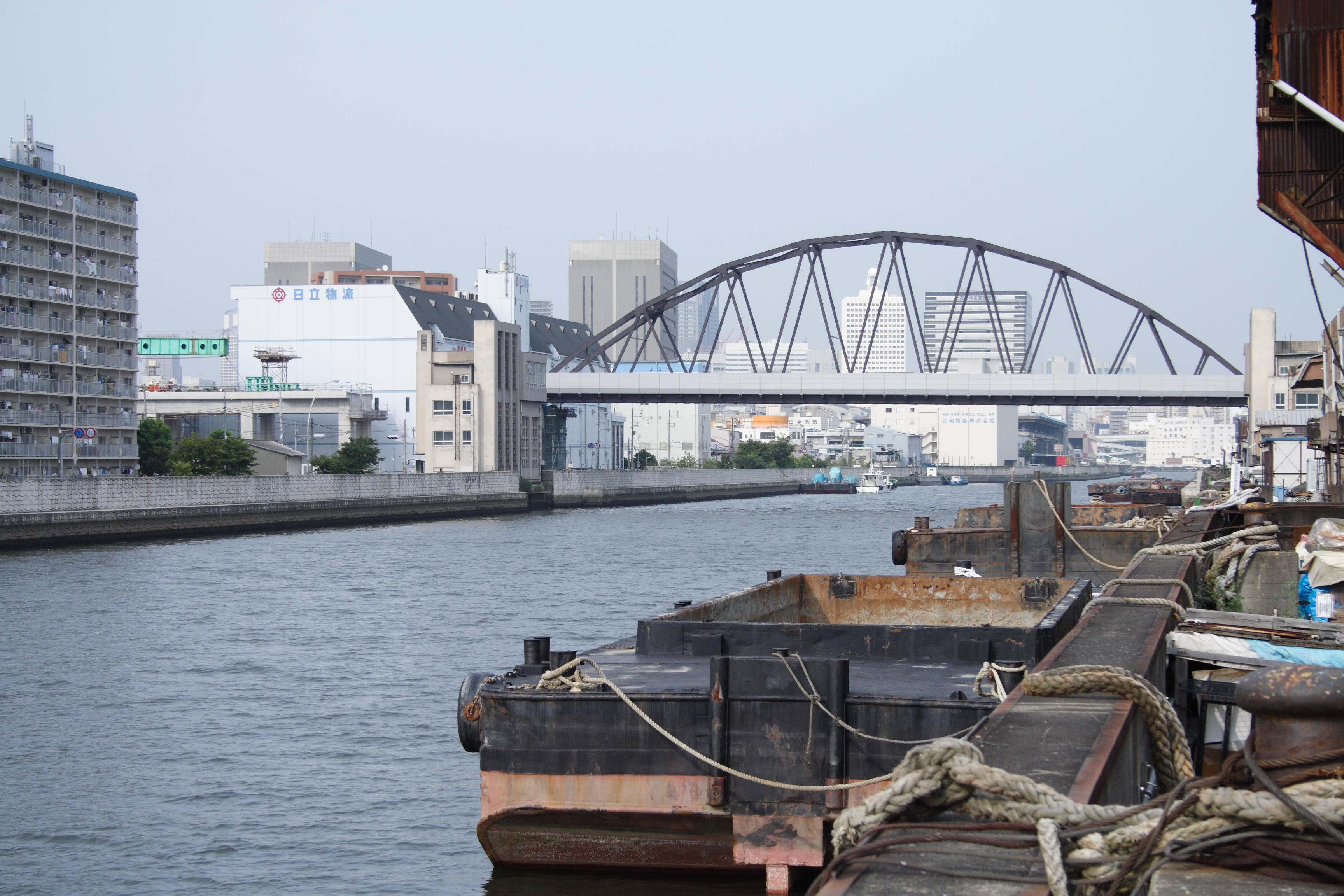
阪神なんば線安治川橋梁。この橋の袂の両端にトンネル入口の塔がある。
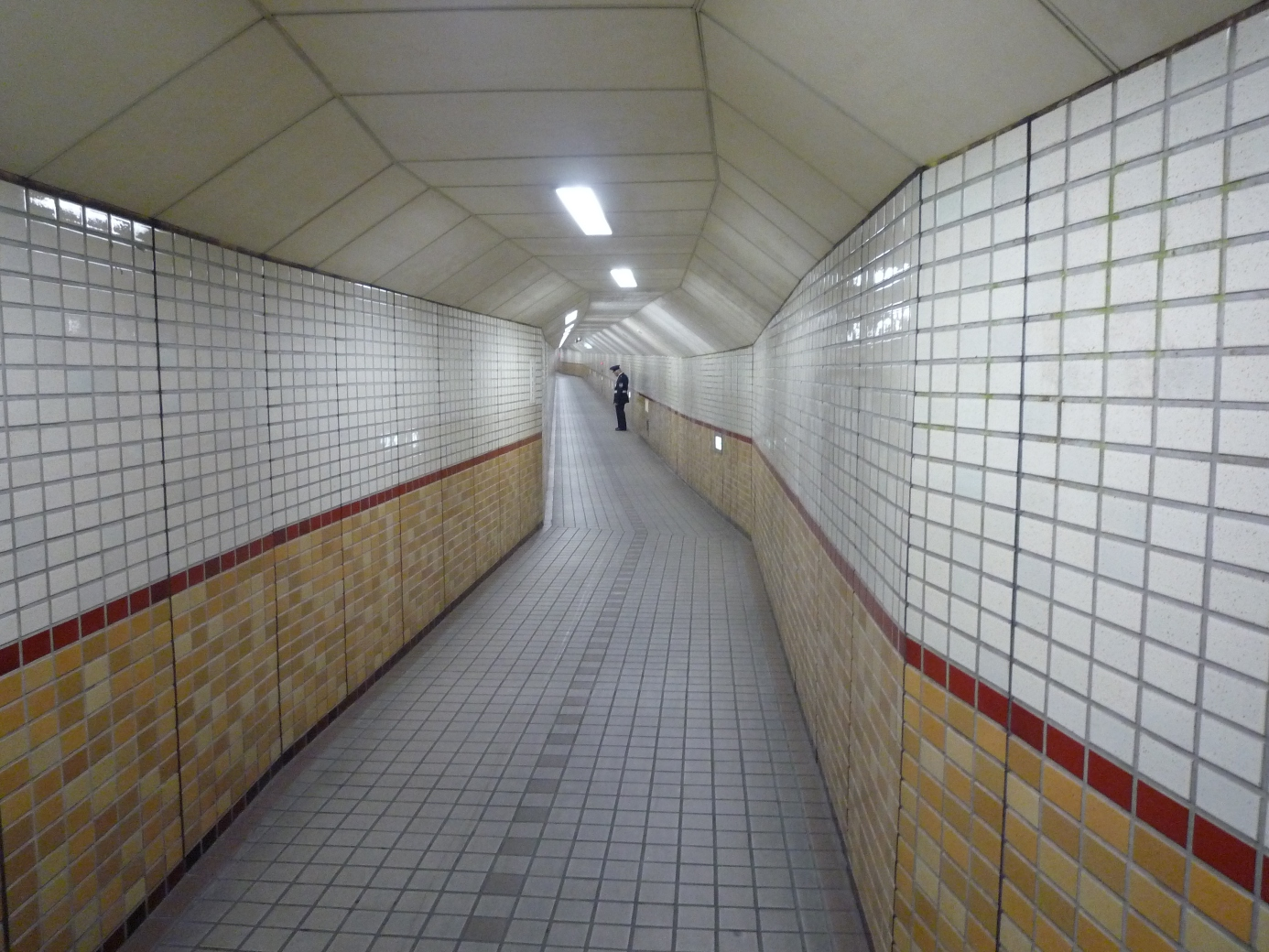
トンネルの内部。昼間時間帯はトンネル内に警備員が配置されている。